# Lost
 Denne artikel omhandler tv-serien "Lost". Opslagsordet har også en anden betydning, se Lost (flertydig).
Lost er en succesfuld amerikansk fiktiv tv-serie som startede i september 2004. Lost handler om de overlevende fra den fiktive flyvning Oceanic Flight 815 – et kommercielt fly fra Sydney, Australien til Los Angeles, USA – der styrter ned på en tropisk Stillehavsø. Serien er skabt af J.J. Abrams, Damon Lindelof og Jeffrey Lieber, og blev sendt første gang 22. september 2004 på American Broadcasting Company, og 10. januar 2005 på TvDanmark (derefter Kanal 5 og nu 6'eren). Sjette sæson er afsluttet med episoden "The End".
Lost filmes primært på Oahu, Hawaii, hvor den med over 14 stjerneroller står som en af de dyreste tv-serier i historien. Alene pilotafsnittet kostede flere gange mere end hvad en almindelig gjorde på sin produktionstid. Hovedrollerne spilles blandt andre af Matthew Fox, Evangeline Lilly, Josh Holloway, Michael Emerson, Terry O'Quinn og Jorge Garcia. For- og efterarbejdet på hvert afsnit foregår på ABC Studios i Los Angeles, hvor også Lost Podcast afvikles, med show runners Lindelof og Carlton Cuse som værter.

## Overblik
Lost er en genreblanding af drama, science-fiction, adventure og spænding. I første sæson følges 48 overlevende, hvoraf de 14 skiller sig ud som deciderede hovedpersoner, og kun få af de resterende statister får "tid på skærmen." Hovedpersonernes fortid fortælles via flashbacks, og fungerer som den karakterdrevne del af historien, mens begivenhederne i "nuet," på øen, i større grad er plotdrevent.

### Format
Et afsnit varer en time inklusiv reklamepauser, og ca. 42-43 minutter uden. De fleste afsnit indledes med en opsummering af tidligere begivenheder, der er relevante for det aktuelle. Herefter begynder den egentlige handling, oftest med et cold open. Titelskærmen er en sort flade hvor teksten "Lost" flyver mod seeren til dystre, ambiente lydeffekter. Mens handlingen fortsætter præsenteres produktionsholdet, instruktøren, forfatterne og andre medvirkende diskret i bunden af billedfladen.
Med få undtagelser har hvert afsnit en overordnet hovedperson, som dele af handlingen på øen centrerer sig om, men som overvejende kommer til udtryk gennem flashbackfortællingen. Flashbackfortællingerne præsenteres i små sektioner, løbende med handlingen på øen, og forklarer oftest motivationen bag den udvalgte hovedpersons handlinger og valg i "nutiden." Desuden er de fleste flashbacks fra før den udvalgte person kom til øen. I første sæson er det kun overlevende af Oceanic Flight 815 der har flashbackafsnit. Fra og med tredje sæsons finaleafsnit, indførtes brugen af flashforwards, hvilket if. Damon Lindelof ændrer serien radikalt, fordi man skal tænke anderledes om begivenhederne for at danne teori. Afsnittene slutter primært med en cliffhanger, og alternativt med en scene af emotionel karakter, hvorefter en sort flade med "Lost" printet, toner frem.

## Hovedpersoner
Matthew Fox portrætterer lederen af de overlevende, Jack Shephard. Evangeline Lilly spiller flygtningen Kate Austen, der er fanget i trekantsdramaet mellem hende selv, Sawyer og Jack. Den egoistiske svindler James "Sawyer" Ford spilles af Josh Holloway, og Jorge Garcia udfylder rollen som svært overvægtige Hugo "Hurley" Reyes. Daniel Dae Kim og Yunjin Kim spiller hhv. Jin-Soo Kwon og Sun-Hwa Kwon, som kæmper med deres problematiske og komplicerede ægteskab. Australske Emilie de Ravins rolle er den gravide Claire Littleton, og Terry O'Quinn er John Locke – en mand der besidder et stærkt bånd til øen og dens kræfter. Maggie Grace og Ian Somerhalder spiller stedsøskendeparret Shannon Rutherford og Boone Carlyle, mens Naveen Andrews påtager sig rollen som den irakiske torturbøddel Sayid Jarrah. Harold Perrineau figurerer som Michael Dawson, og Malcolm David Kelly spiller Michaels søn, Walt Lloyd. Dominic Monaghan har rollen som den heroinafhængige, kendte rockmusiker Charlie Pace. I anden sæson tilsluttede Adewale Akinnuoye-Agbaje, Michelle Rodriguez og Cynthia Watros sig rollelisten som hhv. den nigerianske præst Mr. Eko, den barske politibetjent Ana Lucia Cortez og den kliniske psykolog Libby. Henry Ian Cusick medvirkede som Desmond Hume og Michael Emerson som Benjamin "Henry Gale" Linus. Tredje sæson introducerede Kiele Sanchez som Nikki Fernandez, Rodrigo Santoro som Paulo, Elizabeth Mitchell som Juliet Burke og Nestor Carbonell som Richard Alpert. I fjerde sæson blev Ken Leung indlemmet som den skeptiske Miles Straume, Jeremy Davies som fysikeren Daniel Faraday, Rebecca Mader som antropologen Charlotte Staples Lewis og Jeff Fahey som den fordrukne pilot Frank Lapidus. 
I femte sæson blev den aggressive Ilana Verdansky spillet af Zuleika Robinson.  
Sjette sæson bragte en del gamle karakterer til listen over hovedpersoner. Heriblandt Jacks far, Christian Shephard, spillet af John Terry. François Chau havde spillet Miles' far, Pierre Chang fra Sæson 2. Fionulla Flannagan spillede Eloise Hawking, mens Sam Anderson og L. Scott Caldwell spillede ægteparret Rose og Bernard

## Sæsoner

### Sæson 1
Første sæson havde premiere på ABC den 22. september 2004, efter at have været under udvikling siden januar samme år. Sæsonen består af 24 afsnit hvoraf finaleafsnittet varer samme længde som to afsnit, og derfor også figurerer som to afsnit på dvd-udgivelsen, dvs. 25 i alt. Den har 14 "stjerneroller," hvis baggrundshistorier og motivationer fortælles og klargøres gennem flashbacks.
Oceanic Flight 815 styrter tusinde kilometre ude af kurs ned på en mystisk Stillehavsø, hvor de overlevende står overfor udfordrende opgaver og beslutninger. Mens Jack, som de overlevendes leder, forsøger at etablere et samfund i de omdiskuterede grotter, kommer Sayid på sporet af en fransk kvinde, der etableret rygtet om øens ukendte beboere: "The Others". Ethan infiltrerer de overlevende og kidnapper enemand gravide Claire og den afdankede rockstjerne Charlie, mens Locke og Boone under efterforskningen opdager "The Hatch". Charlie reddes af sine medmennesker og Claire vender selv tilbage med hukommelsestab. Da de omstridte "Others" postuleres at være på vej for at angribe de overlevende, udnytter den franske kvinde, Danielle, situationen til at kidnappe Claires nyfødte baby, der bringes tilbage af Charlie og Sayid. Alt imens søsættes Michaels tømmerflåde, men besætningen overmandes om natten af The Others og Michaels søn, Walt, kidnappes. Imens har en ekskursion med blandt andre Locke og Jack sprængt lugen op.

### Sæson 2
Anden sæson kørte fra 21. september 2005 til 24. maj 2006 på ABC, og består af 23 afsnit. Tre nye roller spillet af Michelle Rodriguez, Cynthia Watros og Adewale Akinnuoye-Agbaje blev introduceret.
Jack, Locke og Kate konfronteres af Desmond i Svanen, der forlader stationen og forklarer hvordan den skal opereres. Sawyer, Michael og Jin møder halepartiets overlevende, og sammen drager de til midtersektionens lejr. Danielle opsøger Sayid og overdrager Henry Gale i deres varetægt. Michael tager ud i et forsøg på at bringe Walt tilbage fra The Others, og sendes tilbage til sine tidligere allierede efter at have indvilget i at arrangere et baghold mod Jack, Kate, Sawyer og Hurley. Ved samme lejlighed løslader han Henry og skyder Ana Lucia og Libby. Locke mister troen på øen og er indirekte skyld i at Svanen imploderer. Kate, Sawyer og Jack tilfangetages af De Andre, og Michael og Walt forlader øen i en båd efter aftale med The Others.

### Sæson 3
Tredje sæson debuterede 4. oktober 2006 og sluttede 23. maj 2007. Den havde 16 hovedroller, herunder de nytilkomne Elizabeth Mitchell, Rodrigo Santoro og Kiele Sanchez.
På forskningsstationen The Hydra forsøger Ben (tidligere kendt som Henry Gale) at manipulere Jack til at operere en svulst væk, han har på rygsøjlen. Samtidig opholdes Sawyer og Kate i udendørs, videoovervågede bure, hvor de har samleje. Jack ser dette og orkestrerer deres redning. Tilbage i lejren erkender Desmond at han i flere omgange har haft visioner hvori han ser Charlie dø, og da Naomi nødlander i faldskærm på øen, er han klar til at lade det ske, men fortryder i sidste øjeblik. En voksende skare af overlevende dækker over Naomis tilstedeværelse, fordi de ikke længere stoler på Jack efter hans ophold med The Others i "New Otherton." Juliet, som Jack har skabt bånd til, indrømmer hvad hendes sande mission er blandt de overlevende, og medvirker til at planlægge et baghold mod sine tidligere allierede. Efter at have muliggjort sine venners flugtmulighed, drukner Charlie i The Looking Glass, og Jack får kontakt til Naomis fragtskib. Sæsonens slutning afslører at i hvert fald Jack og Kate slipper væk fra øen, og at Jack længes efter at komme tilbage.

### Sæson 4
Fjerde sæson kørte i USA fra 31. januar til 29. maj 2008. Den planlagte struktur for fjerde sæson var 16 afsnit, men som følge af forfatterstrejken i Hollywood blev antallet reduceret til 14, og der blev indarbejdet ca. en måneds pause mellem "Meet Kevin Johnson" og "The Shape of Things to Come," samt en uges pause mellem "There's No Place Like Home: Part 1" og "There's No Place Like Home: Part 2 og 3."
Jack og de overlevende kommer i kontakt med fysikeren Daniel Faraday, der blev sendt til øen i en helikopter sammen med to andre holdmedlemmer og en pilot. Henholdsvis Charlotte Lewis, Miles Straume og Frank Lapidus. De overlevende splittes i to fraktioner, dem der følger med Jack og dem der følger med Locke til barakkerne, i skjul for de fremmede. Ben modtager imidlertid essentielle oplysninger fra fragtskibet Kahana, hvor Michael har infiltreret de fremmede, der viser sig at være hyret af Charles Widmore til at finde øen og Ben. Militære enheder fra Kahana angriber barakkerne, og de få overlevende derfra går dels mod Jacobs hytte og Dharma Initiative-stationen The Orchid, og dels tilbage til de overlevende på stranden. Dem der går mod Jacob er Locke, Ben og Hurley, Hurley går senere mod The Orchid. Miles, Sawyer og Claire går mod stranden. Claire efterlader Aaron og Miles, Sawyer og Aaron fortsætter alene. Jack, Kate og Sayid går mod The Orchid efter Sawyer og Miles er vendt tilbage. På Kahana får Michael og Jin holdt en bombe hen. På båden er en flok overlevende, deriblandt Sun. Lapidus får Sayid, Desmond, Kate, Jack, Aaron, Hurley og Sawyer om bord på helikopteren. Sawyer hopper ud for at de kan nå tilbage til Kahana. Lapidus får helikopteren på benene og Sun kommer også om bord. Båden sprænger i luften og alle om bord, Inklusive Michael og Jin, formodes døde. Da hjælpen omsider ankommer flytter Ben under mystiske omstændigheder hele øen, for at skjule den, alt imens de otte overlevende forbereder den løgnhistorie pressen skal fodres, når de vender tilbage. De otte er Sayid, Jack, Desmond, Kate, Aaron, Hurley, Sun og Lapidus. Flere år efter at være vendt hjem, finder Jack ud af at han er nødsaget til at bringe alle de overlevende på fastlandet tilbage.

### Sæson 5
I Femte sæson af Lost prøver John Locke at få de andre der kom væk fra øen tilbage til Øen. Han får afslag hos Sayid og får ikke spurgt Walt. Kate, Hurley og Jack afslår også. Sun når han ikke før han bliver dræbt af Ben. Desmond og Lapidus bliver ikke spurgt. Ben opsøger Jack som går med til at tage tilbage. Sun går med til det men afslår igen efter at have mødt Eloise Hawking. Jack går om bord på et fly, Ajira Flight 316, sammen med Ben og Locke's lig. Han ser Sayid og en dame ved navn Ilana gå om bord. Han ser også Kate, Hurley og Sun. Aaron er blevet taget fra Kate. Så alle The Oceanic 6 ,med undtagelse af Aaron, og Ben er om bord på flyet, hvor Lapidus har været pilot i et par måneder. 
Imens på øen er De rejst tilbage i tiden. Neil "Frogurt" og en del andre er under et angreb fra de tidligere "Andre". De rejser gennem tiden mange gange og Charlotte dør. Locke får stoppet tidsrejserne og rejst tilbage til Den Oprindelige Verden. Sawyer, Juliet, Faraday, Miles og Jin bliver medlem af Dharma. Sawyer, Miles og Jin bliver sat i sikkerhedstjenesten. Juliet bliver mekaniker og Faraday bliver forsker. Tre år senere, i 1977, kommer Jack, Hurley, Kate og Sayid tilbage i tiden. Jack, Hurley og Kate bliver også medlem af Dharma. Hurley bliver sat på madholdet. Kate som mekaniker og Jack pedel. Sayid bliver fanget af Dharma. Unge Ben slipper Sayid løs og Sayid skyder Ben. Ben bliver overdraget til Richard Alpert. 
Fremme i tiden, også på Øen, vil Sun finde Jin og slår derfor Ben ud. Hende og Lapidus sejler hen til hovedøen hvor de finder Christian Shephard.
Locke bliver vækket til live på mystisk vis. Ham og Ben vil tage hen til hovedøen men bliver stoppet af Caesar, en anden overlevende fra Ajira 316. Ben skyder ham og de sejler væk. På Øen finder de Sun og Lapidus. Lapidus sejler tilbage. Sun, Ben og Locke tager hen for at finde Richard Alpert der vil vise dem hvor de kan finde Jacob.
Da Lapidus kommer tilbage til øen vil Ilana og Bram, To overlevende fra Ajira 316, have ham med til hovedøen. De har fundet liget af John  Locke og viser det til Lapidus. Lapidus indser at der er noget galt. De slår Lapidus bevidstløs og tager ham med til hovedøen, hvor Ben og Locke er i færd med at slå Jacob ihjel. Ilana, Bram og Lapidus møder Sun, Richard og "De Andre". Her viser Ilana og Bram liget af John Locke. Richard og Sun indser nu at manden der er i gang med at slå Jacob ihjel ikke er John Locke. 
Tilbage i tiden finder Miles ud af at lederen af Dharma, Pierre Chang, er hans far. 
Faraday kommer tilbage efter at have været udstationeret på fastlandet i tre år. Da han kommer tilbage forklarer han Jack, at hvis de bare sprænger Øen i luften vil flyet aldrig have styrtet ned. Faraday bliver skudt mens han prøver at anskaffe en bombe. Jack, Sayid, Richard og Eloise finder bomben. Jack og Sayid tager bomben til Svanen, hvor de samles med Sawyer, Kate, Juliet, Miles, Jin og Hurley. 
Jack smider bomben og alt bliver hvidt. For første gang ses "Lost"-logoet nu med sort skrift på hvid baggrund. 

### Sæson 6
Sjette sæson starter med at man ser Jack på flyet, hvilket vil sige at Faradays bombe, tilsyneladende, virkede. 
En del ting er dog anderledes denne gang, eftersom de aldrig styrtede ned; Desmond er om bord på flyet, Charlie bliver anholdt, Kate flygter fra Mars, Claire bortadopterer ikke barnet alligevel, Sawyer og Miles er blevet politimænd, Sayids bror har giftet sig med Nadia og Locke er sammen med Helen. 
Men der er tilsyneladende en hage ved bomben. På Øen er Kate, Miles, Jin, Jack, Sawyer, Hurley, Juliet og Sayid i nutiden igen. Juliet er død og Sayid er ved at dø. Jin tager dem alle sammen til "Templet" hvor Sayid dør. Dagen efter Sayids død vågner han, på mystiks vis, op igen. Sawyer flygter fra Templet. Kate, Jin, og to "Andre", Justin og Aldo, følger efter ham. Kate forsvinder og Jin er nu alene med Aldo og Justin. Jin træder i en bjørnefælde, netop som Aldo bliver skudt af Claire. 
Gennem sæsonen finder Jack, Kate, Sayid, Jin, Sun, Sawyer og Hurley ud af at de er "Kandidater" til at erstatte Jacob. Den falske Locke vil gerne væk fra Øen og er derfor nødt til at slå de 7 kandidater ihjel. Han anbringer en bombe i Jacks taske og beder ham tage Kate, Sayid, Jin, Sun, Sawyer, Hurley og Lapidus med i en ubåd og komme væk fra Øen. De finder bomben i tide, så Sayid tager bomben og løber væk med den. Ubåden sprænger i luften og Sayid, Jin og Sun dør. Lapidus får en dør i hovedet. 
Richard, Miles og Ben prøver at sprænge flyet i luften så Falske Locke ikke kan komme væk. Ben slutter sig til Falske Locke, mens Richard og Miles fortsat prøver at sprænge flyet i luften. 
Sammen med Ben finder Falske Locke, Desmond, som har gemt sig hos Rose og Bernard. Jack og de andre møder nu Falske Locke, Ben og Desmond. De hjælpes alle sammen om at få Desmond ned i "Øens Hjerte" hvor den magiske kraft mellem Jacob og "Manden I Sort" bliver ophævet. Jack kan nu dræbe Falske Locke.  Locke får desværre næsten dræbt Jack, men Kate redder ham. Falske Locke dør, og Jack, Hurley og Ben går nu ned i  "Øens Hjerte" igen. Hurley bliver den nye "Jacob" og Jack går ned i "Øens Hjerte", hvor han redder Desmond, men selv dør. 
Richard og Miles finder Lapidus på vej hen til Ajira-flyet. De tre laver flyet og får Claire, Sawyer og Kate om bord. De flyver væk fra øen. 
I de alternative univers prøver Hurley og Desmond at få alle de andre til at "huske" hvad der skete på Øen. De viser sig at de alle sammen er døde, og derfor befinder sig i det alternative univers. 
Det sidste klip der ses er, på Øen, hvor Jack lukker øjnene. 

## Produktion
I sommeren 2003 samlede ABC i omegnen af 50 mennesker for at diskutere potentielle nye tv-serier og forbedringer på eksisterende. Ved mødet foreslog Lloyd Braun at lave en serie i stil med filmen Cast Away. Tidligere vicepræsident hos ABC, Thom Sherman, kunne trods skepsis fra kollegaer godt lide idéen, og kontaktede Ted Gold, der på daværende tidspunkt arbejdede hos Spelling Productions. Spelling Productions havde tidligere arbejdet på en lignende idé inspireret af realityshowet Survivor, og Gold foreslog en forfatter til projektet: Jeffrey Lieber. Lieber forestillede sig noget i stil med Lord of the Flies, hvor overlevende efter en katastrofe må opbygge et nyt samfund. I september 2003 sendte Lieber "Nowhere" til Sherman og co., og projektet fik grønt lys. Trods stor entusiasme og begejstring for projektet var der senere i processen essentielle personer der ikke godkendte, end ikke efter flere omskrivning. Lieber blev fraskrevet projektet og i stedet blev J.J. Abrams og Damon Lindelof hyret. På grund af tidspres kunne de ikke opbygge serien fra bunden, og arbejdede i stedet videre med Liebers udkast. På grund af Liebers indledende deltagelse i projektet tilkendte Writers Guild of America ham kreditering som medskaber af serien, omend han ikke har deltaget siden projektet blev overdraget til Abrams og Lindelof. Abrams og Lindelof fik godkendt projektet alene på sit udkast – noget der almindeligvis er uhørt i branchen. Abrams og Lindelof tilførte blandt andet mere urealistiske og overnaturlige elementer, såsom "Monsteret" og at øen fremstår som en figur i sig selv, med egen vilje og evne til at kommunikere med de overlevende. Abrams ønskede også at der var en luge ("The Hatch"), og således skabte de seriens mytologi, tema og personer, og planlagde et groft udkast over hele seriens handling.

### Casting
I løbet af castingprocessen lod forfatterne sig inspirere af skuespillernes auditions og tilførte den originale historie et sæt nye roller. Det var for eksempel ikke meningen at der skulle være et koreansk par; Det var først da Yunjin Kim auditionerede til rollen som Kate Austen at Sun-Hwa Kwon og Jin-Soo Kwon blev implementeret. Dominic Monaghan gik indledningsvist efter rollen som Sawyer, men endte som den stofmisbrugte rockmusiker Charlie. Jorge Garcia var også ude efter Sawyer-karakteren, men fik rollen som Hurley. Det var slutningsvist Josh Holloway der blev Sawyer, og han fik sågar modificeret karakterens personlighed under prøven. Sawyer var i det originale udkast en formel forretningsmand, men da Holloway under prøven glemte sine replikker og sparkede en stol væk i vrede, blev Sawyer ændret herefter. Canadieren Evangeline Lilly blev spottet i sit hjemland, men kunne ikke delagtiggøre sig ved en fysisk audition og sendte I stedet en hjemmevideo. Rollen som Kate, der ellers havde været svær at udfylde, blev overbevisende besat af den debuterende skuespillerinde. Alligevel, så var Lost-holdet tæt på at miste Evangeline fordi hun først fik sine dokumenter i orden dagen før første hendes første arbejdsdag.

### Pilot
Seriens pilotafsnit kostede ca. $12.000.000 og blev filmet på Oahu. Lloyd Braun, der godkendte projektet, blev fyret før serien begyndte, fordi det typiske budget for en ny tv-serie lå på omkring $4.000.000. Udover det store antal skuespillere og medarbejdere, kostede hele kulissen, bestående af et destrueret fly, en betragtelig mængde penge. De dele af flyet der eksploderer, eksploderede "on location," men er "peppet op" grafisk og lydmæssigt i efterproduktionen. Den famøse isbjørn var oprindeligt en af medarbejderne i en dragt – noget der senere blev erstattet af en CGI-udgave. Scenerne hvor Jack, Kate og Charlie løber i junglen er optaget således at den pågældende skuespiller løber på samme sted, og samtidig rystes kameraet. Flystyrtet blev iscenesat på omtrent samme måde, med rystende kameraer og lommelygter.

### Produktionsfaser
Manuskriptforfatterne arbejder på ABCs studier i Los Angeles, hvor der typisk er to forfattere per afsnit. Hele forfattergruppen er dog i detaljeret grad medvirkende i arbejdet, og alle afsnit brydes omfattende ned og planlægges. Da ABC i 2007 bekræftede at serien ville køre i seks sæsoner, udarbejdede forfatterstaben et langsigtet plan for hvordan resten af serien skal forløbe. Når et afsnit er færdigskrevet sendes det til produktionsplanlægning, hvor de ansvarlige booker lokaliteter og udstyr, samt foretager andre essentielle planlægningsprocedurer.
Når skuespillerne øver sig på et manuskript, foretrækker majoriteten af dem først at læse det igennem, for at få et indtryk af hvordan seeren skal opleve afsnittet. Herefter læser de det igennem igen og analyserer simultant hvordan de vil udøve deres rolle. På en tilfældig arbejdsdag er det ikke usædvanligt at der arbejdes på op mod fire forskellige afsnit. Manuskriptforfatterne arbejder på afsnit, der skal sendes flere måneder fra den aktuelle dag. Samtidig arbejder produktionsplanlægningen på planen for det senest færdige manuskript, og imens filmes der med sandsynlig flere steder på Oahu. Sidst, men ikke mindst, udføres der post production, hvor det aktuelle afsnit gøres sendeklart. Det rå filmmateriale transporteres fra Hawaii til Los Angeles om natten.
De fleste af flashbacksene – der foregår vidt forskellige steder i verden – er optaget i kulisser på Hawaii. Produktionsholdet har fundet og modificeret huse, således at de fremtoner i bl.a. britiske, australske og skotske arkitekturer. I scenerne hvor bilerne kører i venstre side af vejen, er hele sættet bygget så det kunne spejlvendes, som det bl.a. ses i "Two for the Road," hvor også spejlingen i vinduet ud over Sydney af Ana Lucia, blev gennemført i en bluescreenkulisse. Optagelserne "on location" er beskrevet som komplicerede og problematiske, både teknisk og organiseringsmæssigt. Når der filmes i junglen kan crewet risikere at baggrunden fremstår som en grøn sløret masse, og derfor skal lyssætningen, blandt andre ting, være med at til fremhæve de afgørende detaljer i vegetationen.

## Modtagelse

### Ratings
| Sæson   | Periode (USA)                     | Periode (Danmark)                | Seertal                                          | Rang (USA) |
| Sæson 1 | 22. september 2004 – 25. maj 2005 | 10. januar 2005 – 13. juni 2005  | 16,1 millioner (USA) 80.000 (Danmark)            | #14        |
| Sæson 2 | 21. september 2005 – 24. maj 2006 | 9. januar 2006 – 19. juni 2006   | 15,5 millioner (USA) 51.000 (Danmark)            | #14        |
| Sæson 3 | 4. oktober 2006 – 23. maj 2007    | 22. marts 2007 – 17. august 2007 | 14,6 millioner (USA) 18.000 (Danmark)            | #17        |
| Sæson 4 | 31. januar 2008 – 29. maj 2008    | 8. juni 2008 – ?                 | 13,17 millioner (USA) Endnu ikke sendt (Danmark) | #19        |

De amerikanske seertal inkluderer genudsendelser, og både amerikanske og danske seertal er gennemsnit per afsnit. Seriens første afsnit, "Pilot" havde 18,6 millioner amerikanske seere, hvilket var den stærkeste rating for ABC siden Hvem vil være millionær? i 2000. Anden sæsons premiereafsnit, "Man of Science, Man of Faith," fik over 23 millioner seere i USA. Siden har Lost i USA sikret minimum 10 millioner seere per afsnit, men især gennem fjerde sæson lidt af dalende seertal. BuddyTV mener det skyldes enten at serien er for kompliceret, at seerne downloader episoderne fra internettet eller optaget dem på DVR eller at ABC ikke har fundet en tilstrækkelig lead in; Dvs. en serie der tiltrækker den rette målgruppe, til næstkommende serie på sendeaftenen. Efter en undersøgelse i ca. 20 lande, placerede BBC Lost som verdens næstmest populære tv-serie efter CSI: Miami.
I Danmark havde første sæson ca. 80.000 seere i gennemsnit per afsnit. Til sammenligning havde svenske TV4 næsten en million, men Martin Dalgaard som i 2005 var programchef for TvDanmark, siger: ”Serien har udviklet sig godt og helt klart levet op til vores forventninger.” Dalgaard skønner desuden, at seertallet havde været væsentligt anderledes, var Lost blevet sendt på TV 2, hvor ABCs andet 2004-seriehit Desperate Housewives lå med ca. 700.000 seere per afsnit.

## Tematiske og symbolske elementer

### Tal
Tallene 4 8 15 16 23 42 er en gennemgående i hele serien, ligesom f.eks. 47 var det i Alias. De forekommer både sammenstående, kombineret og enkeltvist. De mest signifikante tilfælde hvor hele talrækken figurerer er at det er de tal Hurley bruger til at vinde lotteriet, at det er de tal Danielle jagtede da hun endte på øen og at det er de tal der skal indtastes som kode på computeren i Svanen. Navnet på flyet, "Oceanic Flight 815," er et eksempel på et kombineret talrepræsentation, i form af 8 og 15. Daniel Faradays eksperiment viser tidspunktet 03:16:23. Da det er foretaget om eftermiddagen kan 03 omskrives til 15, hvormed der står: 15:16:23. Af enkeltvise forekomster foreligger der mange eksempler, her i blandt at dusøren på Kate var $23.000, Jack og Ana Lucia sad i flyet på hhv. række 23 og 42. Danielles nødsignal har spillet i ca. 16 år og de var 23 overlevende fra halepartiet. Summen af tallene er 108, hvilket også er det antal minutter der går i Svanen før koden skal indtastes i computeren. De famøse tal er flittigt brugt i virkelighedens lottospil, omend det ikke lader sig gøre i Danske Spils Lotto, hvor det højeste tal er 36; dog lader det sig gøre i Onsdags Lotto, hvor højeste tal er 48.

### Generel symbolisme
Yin og yang-konceptet kommer til i særdeleshed til udtryk gennem brugen af sort og hvid, samt skelnen mellem god og ond. Op til flere gange er det blevet adresseret hvorledes en given person er god eller ond, bl.a. på de lister Jacob har skrevet. Da Locke forklarer reglerne i backgammon for Walt, holder han en sort og hvid brik op, og forklarer at der en lys og en mørk side. Locke optræder også i en af Claires drømme, hvor hans ene øje er sort og det andet hvidt. Da Jack og Kate finder "Adam & Eva" har en af skeletterne en pose med sorte og hvide sten på sig. I "The Economist," hvor Sayid spiller golf i Seychellerne, bærer han en hvid handske, mens den fremmede bærer en sort.
Brugen af hvide kaniner har ligeledes været hyppig. Først og fremmest er et afsnit fra første sæson navngivet "White Rabbit," og i samme sæson læser Sawyer en bog, som handler om kaniner. I "Every Man for Himself" illustrerer Ben hvordan en pacemaker fungerer, ved at ryste et kaninbur. Kaninen der er i buret har desuden malet "8" på ryggen (et af tallene). I et flashback i "The Man Behind the Curtain" ses en ung Ben løbe væk fra barakkerne, og han bruger en hvid kanin til at sikre sig at det supersoniske forsvarshegn er deaktiveret. I "Through the Looking Glass" skærer Alex en hvid kanin op, renser den og giver den til sin kæreste, Karl.

### Kulturelle referencer
Der forekommer hyppige referencer til producerne og forfatternes egne kulturelle præferencer. Damon Lindelof har fortalt at flere af seriens anvendte klassiske sange har betydning for både ham selv og sin mor. Ligeledes har værker af blandt andre Stephen King og Charles Dickens angiveligt haft en indflydelse, bl.a. kan der formodes at være et bånd mellem Stephen Kings fiktive figur, Jack Sawyer, og to af Losts hovedpersoner: Jack og Sawyer. Figuren Desmond har læst ethvert Charles Dickens-værk, med undtagelse af en enkelt bog han vil gemme til umiddelbart før han dør. Der figurerer også referencer til Alice in Wonderland, Lord of the Flies og The Wizard of Oz. I kommentarsporet til "Walkabout" fortælles det at Lindelof havde foreslået at afsnittet kunne hedde "Lord of the Files," som hentydning til Lockes kontorarbejde. Også Star Wars og Star Trek har sine referencer og påskeæg. Blandt andet spørger Boone Locke om han nogensinde har set Star Trek, hvortil Locke svarer "Nej." Terry O'Quinn, der spiller Locke, har medvirket i Star Trek.
Flere afsnitstitler henleder også direkte eller indirekte til litterære og kulturelle værker, bl.a. "Through the Looking Glass," "White Rabbit," "House of the Rising Sun," "A Tale of Two Cities," "Stranger in a Strange Land," "The Shape of Things to Come," "Cabin Fever" og "Catch-22." Flere hovedroller og biroller er opkaldt efter betydningsfulde og/eller indflydelsesrige personer gennem tiden. Bl.a. er Desmond opkaldt efter David Hume, Juliets mand er opkaldt efter Edmund Burke, Mikhail efter anarkisten Mikhail Bakunin og Locke efter filosoffen John Locke. Charlotte Staples Lewis er navngivet til ære for Chronicles of Narnia-forfatteren Clive Staples Lewis, og deler i øvrigt også navn med den irsk-irakiske-chilenske skuespiller Charlotte Lewis. Daniel Faraday blev for at undgå spoilers casted som "Russell Faraday"; Et alias brugt i Stephen Kings The Stand. Michael Faraday var desuden en britisk kemiker og fysiker fra det 19. århundrede, der studerede elektromagnetisme. Michael Faraday observerede også at den effekt magnetiske felter har på lysstråler, noget Daniel Faraday kommenterer på i "Confirmed Dead."

## Fodnoter
1. 1 2  Lost – About – ABC.com Arkiveret 28. juli 2009 hos  Wayback Machine. Hentet 1. juni 2008.
2. ↑  "Lost" (2004) på IMDb.com. Hentet 1. juni 2008.
3. 1 2  Honolulu Star-Bulleting News Arkiveret 8. september 2008 hos  Wayback Machine. Hentet 1. juni 2008.
4. ↑  Lost – Home – ABC.com Arkiveret 11. juli 2008 hos  Wayback Machine. Hentet 1. juni 2008.
5. ↑  Chicago Tribune: Interview med Damon Lindelof (Webside ikke længere tilgængelig)
6. 1 2 3 4 5 6 7 8 9 10 11  Lost – About – ABC.com Arkiveret 28. juli 2009 hos  Wayback Machine. Modtaget 24-05-2008.
7. ↑  "Cast Away – Chicago Magazine – August 2007 – Chicago". Arkiveret fra originalen 16. februar 2008. Hentet 1. februar 2008.
8. ↑  Lost: Kommentarspor til:
"Pilot: Part 1" (Sæson 1, afsnit 1). Manuskript af Jeffrey Lieber, J.J. Abrams & Damon Lindelof.  Broadcasted første gang på American Broadcasting Company den 22. september 2004.
9. 1 2 3  Lost: Kommentarspor til:
"Pilot: Part 1" (Sæson 1, afsnit 1). Manuskript af Jeffrey Lieber, J.J. Abrams & Damon Lindelof.  Broadcasted første gang på American Broadcasting Company den 22. september 2004.
10. ↑  "Chicago Tribune: Lost Index". Arkiveret fra originalen 29. december 2007. Hentet 1. februar 2008.
11. ↑  Hollywood Reporter. Modtaget 3. juni 2008.
12. ↑  Hollywood Reporter. Modtaget 3. juni 2008.
13. ↑  Hollywood Reporter. Modtaget 3. juni 2008
14. ↑  ABC Medianet. Modtaget 3. juni 2008.
15. ↑  DigitalSpy. Modtaget 3. juni 2008.
16. ↑  BuddyTV – 'Lost' Season 4 Suffers Ratings Decline. Modtaget 3. juni 2008.
17. ↑  BBC NEWS | Entertainment | CSI show 'most popular in world'. Modtaget 3. juni 2008.
18. ↑  TVnyt.com. Modtaget 3. juni 2008.
19. ↑  Lost: 
"Numbers" (Sæson 1, afsnit 18). Manuskript af Brent Fletcher & David Fury.  Broadcasted første gang på American Broadcasting Company den TBA.
20. 1 2 3  Lost: 
"Adrift" (Sæson 2, afsnit 2). Manuskript af Steven Maeda & Leonard Dick.  Broadcasted første gang på American Broadcasting Company den TBA.
21. ↑  Lost: 
"The Economist" (Sæson 4, afsnit 3). Manuskript af Edward Kitsis & Adam Horowitz.  Broadcasted første gang på American Broadcasting Company den 14. februar 2008.
22. ↑  Lost: 
"Tabula Rasa" (Sæson 1, afsnit 3). Manuskript af Damon Lindelof.  Broadcasted første gang på American Broadcasting Company den TBA.
23. ↑  Lost: 
"Exodus: Part 1" (Sæson 1, afsnit 23). Manuskript af Damon Lindelof & Carlton Cuse.  Broadcasted første gang på American Broadcasting Company den TBA.
24. 1 2  Lost: 
"Pilot: Part 2" (Sæson 1, afsnit 2). Manuskript af Jeffrey Lieber, J.J. Abrams & Damon Lindelof.  Broadcasted første gang på American Broadcasting Company den 29. september 2004.
25. ↑  Lost: 
"The Other 48 Days" (Sæson 2, afsnit 7). Manuskript af Damon Lindelof & Carlton Cuse.  Broadcasted første gang på American Broadcasting Company den TBA.
26. ↑  Danke Spil. Hentet 12. juni 2008.
27. ↑  Lost: 
"Whatever the Case May Be" (Sæson 1, afsnit 12). Manuskript af Damon Lindelof & Jennifer Johnson.  Broadcasted første gang på American Broadcasting Company den TBA.
28. ↑  Lost: 
"House of the Rising Sun" (Sæson 1, afsnit 6). Manuskript af Javier Grillo-Marxuach.  Broadcasted første gang på American Broadcasting Company den TBA.